# Congrès de Lushnjë
 (mai 2021).
Si vous disposez d'ouvrages ou d'articles de référence ou si vous connaissez des sites web de qualité traitant du thème abordé ici, merci de compléter l'article en donnant les références utiles à sa vérifiabilité et en les liant à la section « Notes et références ».

Impression de sceau utilisée au Congrès de Lushnje

Le Congrès de Lushnjë (en albanais : Kongresi i Lushnjës) est un congrès national albanais réuni dans la ville de Lushnjë entre le 21 janvier et le 9 février 1920 dans le but d’assurer le maintien de l’indépendance de l’Albanie au sortir de la Première Guerre mondiale. 

## Histoire
Après la Première Guerre mondiale, le territoire albanais est en grande partie occupé et différentes puissances étrangères (comme la Grèce, la France, la Yougoslavie et surtout l’Italie) cherchent à obtenir son démantèlement. Des députés albanais venus de tout le pays décident donc de gagner le village de Lushnjë afin d’y affirmer la souveraineté de leur pays et de protester officiellement contre les revendications territoriales étrangères. Le congrès se tient dans la demeure du nationaliste Kaso Fuga.
Les forces italiennes sont placées sur les collines de Ardenica et à Vajkan.
Le capitaine Prenk Pervizi est chargé de la défense du Congrès.
Au lieu dit Vajkan, il fait savoir aux italiens de ne pas intervenir, car ils ne les auraient pas laissé passer. Les forces italiennes se retirent.
Considérant que le gouvernement albanais de Turhan Pacha Përmeti, établi à Durrës, est soumis à l’Italie, le congrès national proclame sa destitution et décide de déplacer la capitale du pays de Durrës à Tirana, jugée comme plus sûre. Le patriote Aqif Pashë Elbasani est élu président du congrès tandis qu’un Haut Conseil (Këshilli i Lartë) et un Conseil national (Këshilli Kombëtar) sont créés : le premier, composé de représentants des quatre principales sensibilités religieuses du pays (les députés Luigj Bumçi (catholique), Aqif Pashë Elbasani (bektachi), Abdi Toptani (sunnite) et Mihal Turtulli (orthodoxe)) fait office de gouvernement provisoire tandis que le second joue le rôle de parlement.